# Gunlaug Östbye
Gunlaug Gunnarsdatter Östbye, tidigare Morberg, född 25 augusti 1932 i Norrköping, är en svensk arkitekt och journalist. Hon har varit gift med civilingenjör Clarence Morberg och senare med professor Axel Ruhe.
Östbye, om är dotter till journalist Gunnar Östbye och Elsa Östbye, avlade studentexamen i Stockholm 1951 och utexaminerades från Kungliga Tekniska högskolan 1956. Tillsammans med dåvarande maken Clarence Morberg var hon innehavare av GMC-Projektör AB i Eskilstuna. Hon var även vice ordförande i Eskilstuna kvinnliga bilkår och lokalrepresentant för Experiment in International Living. Hon driver sedan 1983 Gunlaug Östbye Arkitektkontor i Stockholm. År 2010 startade hon Sjöstadens Hembygdsförening i Hammarby sjöstad, för vilken hon blev ordförande. Hon har bland annat skrivit Brännpunkt Berlin (Svensk byggtjänst, 1986).